# تک‌سوراخ‌سانان
تک‌سوراخ‌سانان یا مونوتریم‌ها (Monotremes) راسته‌ای از پستانداران کیسه‌دار هستند شامل سه جانور به نام‌های نوک‌اردکی و مورچه‌خورک و زولی.